# François de Chasseloup-Laubat
François Charles Louis de Chasseloup-Laubat, född den 18 augusti 1754 i Nieulle-sur-Seudre nära Marennes, död den 03 oktober 1833 i Paris, var en fransk markis och ingenjörgeneral. Han var far till Prosper de Chasseloup-Laubat.
Chasseloup-Laubat deltog under revolutionskrigen med utmärkelse som ledare av fästningsförsvar och belägringar under fälttågen vid Rhen och i Italien samt ådagalade prov på mod och skicklighet särskilt vid försvaret av Montmédy och belägringarna av Maastricht, Mainz, Alessandria, Milano och Mantua. Han blev 1789 ingenjöröverste, 1796 brigadgeneral och 1799 divisionsgeneral. Napoleon anförtrodde honom flera befästningsarbeten i Italien, bland annat ombyggandet av Alessandrias fästningsverk. Åren 1801–1805 tjänade Chasseloup-Laubat under Brune och Masséna i Italien, 1807 ledde han belägringarna av Danzig, Kolberg och Stralsund, och 1812 deltog han i ryska fälttåget. År 1813 blev han greve och senator, slöt sig 1814 till bourbonerna och blev sedan av Ludvig XVIII upphöjd till markis och pär. Chasseloup-Laubat framställde förslag till förbättring av bastionssystemet, varvid han särskilt förordade användning av kasematter och detacherade verk; han föreslog även polygonal utstakning samt gravflankering från kaponjärer. Chasseloup-Laubat utgav Mémoires sur l'artillerie.